# 柏梁台
柏梁台中国西汉建筑，位于未央宫北阙内南北大道西侧，建于汉武帝元鼎二年（公元前115年）春，因以柏木为梁而得名。铸铜为柱，高数十丈，台顶置铜凤凰，因为其位于北阙内，与北阙内外对峙，又称“凤阙”。汉武帝太初元年（公元前104年），柏梁台因遭雷击而毁于火灾。